# آلبا رورواکر
آلبا رورواکر (ایتالیایی: Alba Rohrwacher؛ ‏ ایتالیایی: [ˈalba rorˈvaːker] ()؛ ‏ زادهٔ ۲۷ فوریهٔ ۱۹۷۹) هنرپیشه اهل ایتالیا است. از فیلم‌هایی که وی در آن نقش داشته‌است، می‌توان به ملیسا پی.، برادرم تنها فرزند است، خیابانی در پالرمو، من عشق هستم، غریبه‌های تمام‌عیار، مکان، دوست نابغه من، دختر تعجب‌آور و قصه قصه‌ها اشاره کرد.

## زندگی‌نامه
آلبا رورواکر در فلورانس از پدری آلمانی و مادری ایتالیایی متولد شد. از ۱۷ تا ۲۱ سالگی مشغول به تحصیل در رشته پزشکی شد و قصد داشت پزشک شود. در ۲۱ سالگی برای آموزش بازیگری به مرکز تجربی سینماتوگرافی شهر رم رفت. وی خواهر کوچکتر آلیس رورواکر کارگردان می‌باشد.

## جوایز
- جایزه انجمن ملی فیلم ایتالیا بهترین بازیگر زن (۲۰۱۱)
- جایزه دیوید دی دوناتلو بهترین بازیگر زن (۲۰۰۹)
- جام ولپی بهترین بازیگر زن (۲۰۱۴)